# Кумаонці
Кумаоні, кумауні або кумаонці (деванагарі: कुमाँऊनी) — основна етнічна група, що населяє регіон Кумаон індійського штату Уттаракханд. Основною мовою групи є кумаоні, міське населення часто розмовляє хінді. За межами штату значні розселення існують в штаті Уттар-Прадеш, особливо у Лакнау; штатах Ассам, Біхар, Мадх'я-Прадеш, Махараштра, Пенджаб, Хімачал-Прадеш, у місті Делі, в прилеглих районах Непалу.